# Austrian International 2004
Die Austrian International 2004 fanden vom 4. bis zum 7. März 2004 in Pressbaum statt. Es war die 34. Austragung dieser offenen internationalen Meisterschaften von Österreich im Badminton. 

## Sieger und Platzierte
| Disziplin    | Gold                           | Silber                         | Bronze                                |
| ------------ | ------------------------------ | ------------------------------ | ------------------------------------- |
| Herreneinzel | Przemysław Wacha               | Chien Yu-hsiu                  | Vladislav Druzchenko                  |
| Herreneinzel | Przemysław Wacha               | Chien Yu-hsiu                  | Antti Viitikko                        |
| Dameneinzel  | Cheng Shao-chieh               | Huang Chia-chi                 | Elena Nozdran                         |
| Dameneinzel  | Cheng Shao-chieh               | Huang Chia-chi                 | Jill Pittard                          |
| Herrendoppel | Lee Sung-yuan Lin Wei-hsiang   | Chien Yu-hsun Huang Shih-chung | Ingo Kindervater Björn Siegemund      |
| Herrendoppel | Lee Sung-yuan Lin Wei-hsiang   | Chien Yu-hsun Huang Shih-chung | Jean-Michel Lefort Svetoslav Stoyanov |
| Damendoppel  | Neli Boteva Petya Nedelcheva   | Liza Parker Suzanne Rayappan   | Yoshiko Iwata Miyuki Tai              |
| Damendoppel  | Neli Boteva Petya Nedelcheva   | Liza Parker Suzanne Rayappan   | Louisa Koon Wai Chee Li Wing Mui      |
| Mixed        | Jesper Thomsen Britta Andersen | Björn Siegemund Nicol Pitro    | Joachim Tesche Birgit Overzier        |
| Mixed        | Jesper Thomsen Britta Andersen | Björn Siegemund Nicol Pitro    | Svetoslav Stoyanov Victoria Wright    |

## Finalergebnisse
| Disziplin    | Sieger                         | Finalist                       | Ergebnis         |
| ------------ | ------------------------------ | ------------------------------ | ---------------- |
| Herreneinzel | Przemysław Wacha               | Chien Yu-hsiu                  | 15-13 11-15 15-8 |
| Dameneinzel  | Cheng Shao-chieh               | Huang Chia-chi                 | 8-11 11-8 11-3   |
| Herrendoppel | Lee Sung-yuan Lin Wei-hsiang   | Chien Yu-hsun Huang Shih-chung | 15-9 15-9        |
| Dameneinzel  | Petya Nedelcheva Neli Boteva   | Liza Parker Suzanne Rayappan   | 15-9 15-14       |
| Mixed        | Jesper Thomsen Britta Andersen | Björn Siegemund Nicol Pitro    | 15-3 15-17 15-8  |